# Floyd County (Iowa)
Das Floyd County ist ein County im US-amerikanischen Bundesstaat Iowa. Im Jahr 2020 hatte das County 15.627 Einwohner und eine Bevölkerungsdichte von 12,1 Einwohnern pro Quadratkilometer. Der Verwaltungssitz (County Seat) ist Charles City.

## Geografie
Das County liegt im Nordosten Iowas, etwa 40 km südlich der Grenze zu Minnesota. Es hat eine Fläche von 1298 Quadratkilometern, wovon zwei Quadratkilometer Wasserfläche sind.
Der Nordosten des Countys wird vom Cedar River durchflossen, der über den Iowa River zum Stromgebiet des Mississippi gehört. Durch den Südwesten des Countys fließt der Shell Rock River, der weiter südlich in den Cedar River mündet.
An das Floyd County grenzen folgende Nachbarcountys:
|                    | Mitchell County | Howard County    |
| Cerro Gordo County |                 | Chickasaw County |
| Franklin County    | Butler County   | Bremer County    |

## Geschichte
Das Floyd County wurde 1851 aus ehemaligen Teilen des Chickasaw County gebildet. Benannt wurde es nach Charles Floyd (1782–1804), einem Mitglied der Lewis-und-Clark-Expedition.

## Bevölkerung
Nach der Volkszählung im Jahr 2010 lebten im Floyd County 16.303 Menschen in 6642 Haushalten. Die Bevölkerungsdichte betrug 12,6 Einwohner pro Quadratkilometer. In den 6642 Haushalten lebten statistisch je 2,33 Personen.
Ethnisch betrachtet setzte sich die Bevölkerung zusammen aus 95,8 Prozent Weißen, 1,2 Prozent Afroamerikanern, 0,1 Prozent amerikanischen Ureinwohnern, 1,3 Prozent Asiaten sowie aus anderen ethnischen Gruppen; 0,8 Prozent stammten von zwei oder mehr Ethnien ab. Unabhängig von der ethnischen Zugehörigkeit waren 2,0 Prozent der Bevölkerung spanischer oder lateinamerikanischer Abstammung.
23,9 Prozent der Bevölkerung waren unter 18 Jahre alt, 56,1 Prozent waren zwischen 18 und 64 und 20,0 Prozent waren 65 Jahre oder älter. 51,0 Prozent der Bevölkerung war weiblich.
Das jährliche Durchschnittseinkommen eines Haushalts lag bei 43.288 USD. Das Prokopfeinkommen betrug 21.296 USD. 12,6 Prozent der Einwohner lebten unterhalb der Armutsgrenze.

## Ortschaften im Floyd County
Citys
| - Charles City - Colwell - Floyd | - Greene1 - Marble Rock - Nashua2 | - Nora Springs3 - Rockford - Rudd |

Census-designated place (CDP)
- Roseville

Andere Unincorporated Communities
- Aureola
- Maple Heights
- Oakwood
- Powersville

1 – überwiegend im Butler County

2 – teilweise im Chickasaw County

3 – teilweise im Cerro Gordo County

## Gliederung
Das Floyd County ist in 12 Townships eingeteilt:
| Township                | Einwohner (2010) | FIPS     |
| ----------------------- | ---------------- | -------- |
| Cedar Township          | 295              | 19-90534 |
| Floyd Township          | 951              | 19-91353 |
| Niles Township          | 534              | 19-93111 |
| Pleasant Grove Township | 193              | 19-93393 |
| Riverton Township       | 463              | 19-93648 |
| Rockford Township       | 1300             | 19-93675 |

| Township             | Einwohner (2010) | FIPS     |
| -------------------- | ---------------- | -------- |
| Rock Grove Township  | 1766             | 19-93681 |
| Rudd Township        | 593              | 19-93711 |
| St. Charles Township | 1396             | 19-93729 |
| Scott Township       | 185              | 19-93774 |
| Ulster Township      | 339              | 19-94158 |
| Union Township       | 636              | 19-94209 |

Die Stadt Charles City gehört keiner Township an.